# 王陞 (萬曆辛丑進士)
王陞（1570年—1611年），字德懋，號劬生，順天府文安縣人。明朝政治人物。

## 生平
万历二十五年（1597年）丁酉科舉人，二十九年辛丑科進士，考选翰林院庶吉士，三十一年九月授翰林院检讨，三十五年分校礼部会试，三十七年四月奉使册封唐藩，後卒于官。

## 家族
曾祖王深，封工部主事。祖王佩，嘉靖进士，庆阳知府。父王惟幾，隆慶进士，樂安知县。母杨氏，贈孺人。配姜氏，封孺人，僉都御史姜璧之女。子一：王祚永，邑增廣生，娶田氏，兵部尚书田襄敏公乐孙女，錦衣衛都督田尔耕之女。孙一：王謙，邑庠生，娶姜氏，杭州府同知姜铨女。